# Bombardování Iráku 1998
Bombardování Iráku 1998 (kódový vojenský název: operace Desert Fox, česky: operace Pouštní liška) bylo významnou čtyřdenní bombardovací kampaní probíhající od 16. prosince do 19. prosince 1998, kterou vedly Spojené státy a Velká Británie proti vybraným iráckým cílům. Tyto údery byly nařízeny americkým prezidentem Billem Clintonem a byly podniknuty jako reakce na vytrvalé odmítání Iráku podrobit se rezolucím Rady bezpečnosti OSN a současně neustálé zasahování do činnosti komise zvláštních inspektorů OSN (UNSCOM). Komise přitom během svého působení shromáždila dostatek důkazů o tajných pracích Iráku na vývojových projektech a připravě výroby balistických raket. Cílem všech řízených střel a bombardovacích útoků bylo proto maximálně omezit schopnost Saddáma Husajna vyrábět zbraně hromadného ničení.

## Americké a britské ozbrojené síly
Spojené státy soustředily před celým útokem 24 100 vojáků (asi 12 000 z nich v Kuvajtu), 22 válečných lodí, letadlovou loď USS Enterprise, letadlovou loď USS Carl Vinson, 6 raketových ponorek, 12 útočných ponorek a 202 bojových letounů. Velká Británie soustředila výrazně menší sílu, 12 bojových letounů Panavia Tornado v Kuvajtu, 6 průzkumných letounů Panavia Tornado v Saúdské Arábii, 2 tankovací letouny v Turecku, 1 válečnou fregatu a 1 zásobovací loď.

## Výsledky operace

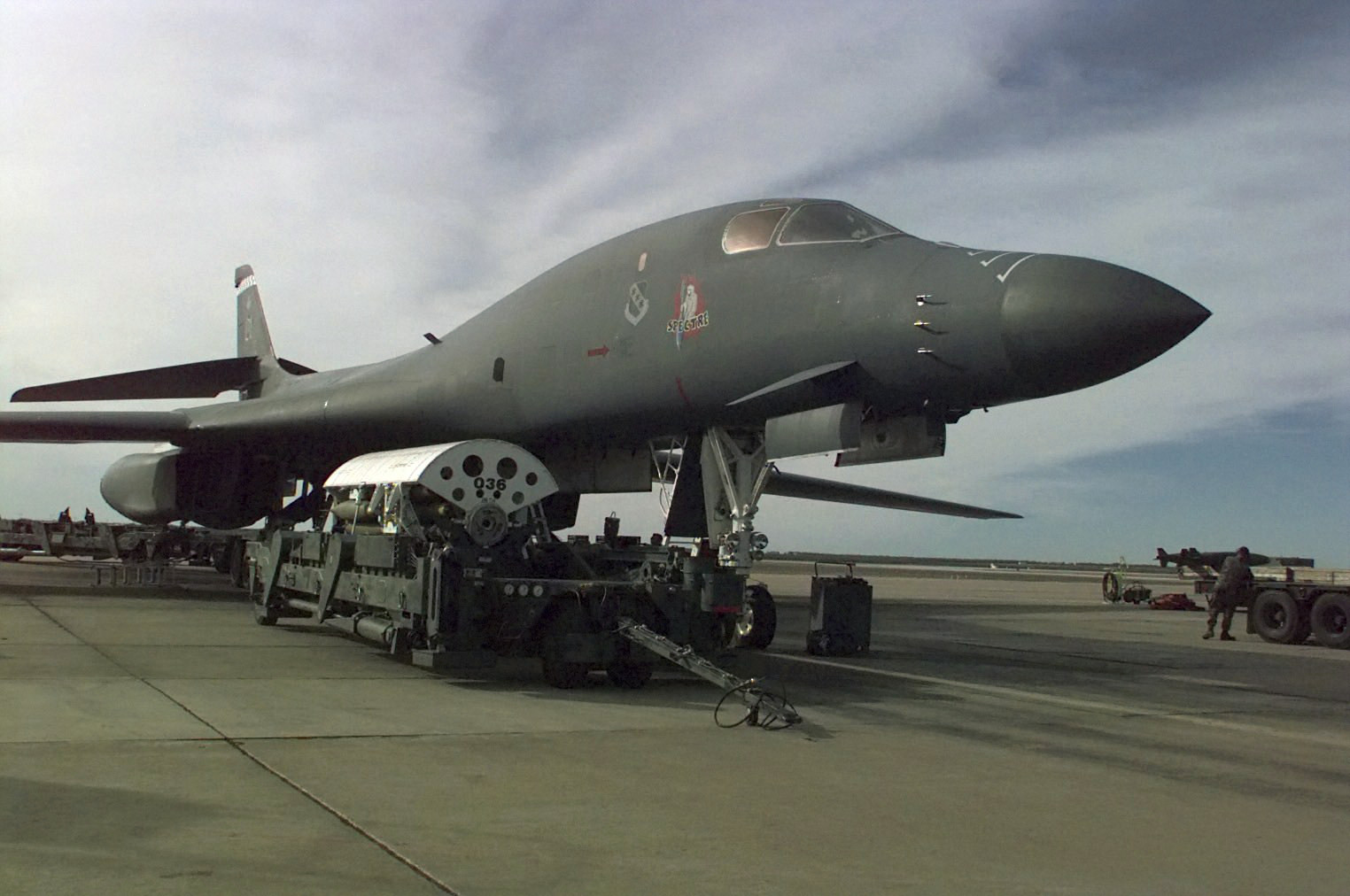
Pumami naložený letoun B-1B na základně Ellsworth AFB 17. prosince 1998.

Operace Desert Fox byla charakteristická masovým použitím řízených střel s plochou dráhou letu vypouštěných z lodí a letounů B-52 Stratofortress a taktikou komplexního umlčování protivzdušné obrany protivníka SEAD. V menším měřítku byly použity taktické letouny. Celý systém velení, řízení a spojení byl téměř kompletně zničen. Především byla zasažena většina objektů a zařízení na výrobu balistických raket.
Američané a Britové napadli asi 100 různých cílů převážně ve střední a jižní části Iráku. Hlavním cílem všech útoků se stala irácká zařízení na vývoj a výrobu protizemních střel a jejich bojových hlavic. Údery dále směřovaly na více než 30 postavení protivzdušné obrany, šest letišť, dvě desítky velitelských i komunikačních center. Spojenci napadli také deset postavení Republikánských gard a některé další cíle (telefonní ústředny, rafinérie ropy a podobně). Nedošlo však k napadení známých skladů chemických a biologických zbraní z obavy před rozšířením jedovatých látek do vzduchu.

## Reakce světa
Ostrý nesouhlas s leteckými útoky na Irák vyslovily Rusko a Čína.